# DeAtley-Insel
Die DeAtley-Insel ist eine große und vereiste Insel vor der English-Küste des Palmerlands auf der Antarktischen Halbinsel. Sie liegt 16 km östlich der Spaatz-Insel auf der Südseite der Ronne Entrance am südwestlichen Ende des George-VI-Sunds.
Gesichtet und grob kartiert wurde sie durch Teilnehmer der Ronne Antarctic Research Expedition (1947–1948), deren Leiter, der US-amerikanische Polarforscher Finn Ronne, sie später nach Colonel Ellsworth F. DeAtley (1905–2000) von der United States Navy und dessen Frau Thelma (* 1905) benannte, welche der Expedition Kleidung und Proviant zur Verfügung gestellt hatten.